# Pérez Art Museum Miami
Le Pérez Art Museum Miami est un musée d’art contemporain situé à Miami en Floride (États-Unis). Il remplaça en 1997 le Center for Fine Arts, lui-même fondé en 1984, et en 2013 le Miami Art Museum. 6 700 élèves ont visité le musée pendant l’année scolaire 2006-2007. Il comptait quelque 500 œuvres au milieu 2007, parmi lesquelles :
- Morris Louis, Beth Shin (1958)
- Frank Stella, Chodorów ll (1971)
- George Segal, Abraham's Farewell to Ishmael (1987),
- Marcel Duchamp, Boîte-en-valise
- Odili Donald Odita (en), In Between (2002)
- Russell Crotty (en), Venus, Jupiter, Canopus over Payahokee (2004).
- Wifredo Lam, La Chevelure (1945)
- Carlos Alfonzo (en), En carne et En espíritu
- Vik Muniz, Waterlilies After Monet (2005)
- Catherine Sullivan (en), Triangle of Need
- Fernand Leger, Femmes au Perroquet (1951-1952)
- Niki de Saint Phalle, Red Nana (1995)
- Doug Aitken, sleepwalkers (2007)
- Christina Quarles (2018),  Forced Perspective